# 卡西米爾·法揚斯
卡齊米日·法揚斯（波蘭語：Kazimierz Fajans），英语多作卡西米尔·法扬斯 （Kasimir Fajans），波蘭猶太裔美國物理化學家，放射性科學先驅。其人生於1887年5月27日，逝于1975年5月18日。

## 生平概略
卡西米爾·法揚斯1887年5月27日生於俄屬波蘭首府華沙的一個具有猶太背景的家庭，1904年從華沙一所中學畢業後赴德學習化學，為此先後輾轉於萊比錫、海德堡與蘇黎世。1909年因在手性化合物不對稱合成方面研究被授予哲學博士學位。1910年赴英國曼徹斯特，從事於歐內斯特·盧瑟福實驗室。隨後他返回德國，在卡爾斯魯厄理工學院擔任助教，后升任助理教授，研究放射現象。1917年接管慕尼黑大學物理化學系，1932年成為由洛克菲勒基金會創立的物理化學研究所所長，但迫於納粹迫害的加劇於1935年離開德國，在劍橋短暫停留後赴美國密歇根州安娜堡，在密歇根大學執教至七十歲退休，繼續研究工作直至1975年5月18日逝世。

## 科學工作

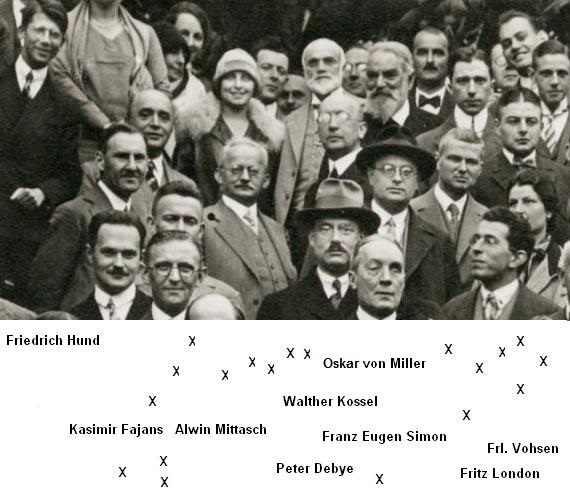
法揚斯1928年在慕尼黑與邦森學會會員合影，左下角三人頭上方即為法揚斯

在歐內斯特·盧瑟福實驗室期間，法揚斯與亨利·莫塞萊一道研究元素週期表中放射性行的性質，測定了鈾-錒行元素與釷元素各核素的半衰期，並發現放射性行中元素電化學性質改變的現象。隨後他致力於研究元素由於放射活性改變而引發的電化學性質的改變，并系統闡述了放射性元素的移動規律，此規律後被命名為法揚斯-索迪放射位移法則（弗雷德里克·索迪因其同位素方面研究獲得1921年諾貝爾化學獎）。1913年與奧斯瓦爾德·赫爾姆斯·戈林一道，發現一種新元素的放射性核素，後被命名為鏷（Protactinium）。他還與奧托·哈恩發現了限定放射性物質沉澱與吸收條件的公式，這對於用放射化學方法分離并清除極少量放射性物質的過程非常重要。
1919年，他開始用熱化學與屈光測量方法研究物質微粒與晶體的結構。玻恩-法揚斯-哈珀關聯定律是熱化學基本定律之一。基於研究數據，他總結出關於化學鍵強度與微粒變形的基本結論，如離子水合熱、折射率與物質升華熱。1923年，他闡釋了無機化學中的法揚斯定律，該定律用於判定某化學鍵是共價鍵還是離子鍵。
在美期間，他藉助迴旋加速器以研究核反應，並與他人合作發現放射性鉛同位素（合作者Voigt）與新的錸同位素（合作者Sullivan）。他發展了“微量子”(quanticule)理論，該理論用於解釋"微量子"與“原子核”（nuclear core）發生靜電碰撞時化學鍵的產生規則。他是美國波蘭藝術與科學研究所成員之一，同時也是許多社團與學會的成員。

## 著作書目
- 1913 - （放射性轉換與元素的週期系統）
- 1941 - （人工放射性鉈、鉛、鉍同位素）
- 1947 - （共振理論在水分子結構上的應用）
- 1948 - （分子的電子結構）

## 另見
- 放射性
- 法揚斯定律
- 法揚斯-帕內斯-哈恩法則

## 延伸閱讀
- Hurwic, Józef. . Berlin. ISBN 978-3-928577-37-3 （德语）.
- Hurwic, Józef. . Journal of Chemical Education. 1987, 64 (2): 122. Bibcode:1987JChEd..64..122H. OCLC 4666664486. doi:10.1021/ed064p122.
- Hurwic, Józef. . ISSN 0023-589X. OCLC 13055784 （波兰语）.
- Dunn, Thomas M. . Nature. 19 February 1976, 259 (611). Bibcode:1976Natur.259..611D. doi:10.1038/259611a0.

## 外部連結
- Annotated Bibliography for Kazimierz Fajans from the Alsos Digital Library for Nuclear Issues